# Équipe cycliste Endura Racing
L'équipe cycliste Endura Racing est une équipe cycliste britannique doté du statut d'équipe continentale entre 2009 et 2012.

## Histoire
Le 6 septembre 2012, on apprend que l'équipe fusionnera avec l'équipe allemande NetApp qui portera le nom de NetApp-Endura pour une durée de co-sponsoring allant jusqu'à 2014. L'équipe Endura Racing disparait donc des pelotons en fin d'année 2012.

## Classements sur les circuits continentaux
L'équipe participe principalement à des épreuves de l'UCI Europe Tour et de l'UCI Oceania Tour. Le tableau ci-dessous présente les classements de l'équipe sur les différents circuits, ainsi que son meilleur coureur au classement individuel.
UCI America Tour
| Saison | Classement par équipes | Meilleur coureur au classement individuel |
| ------ | ---------------------- | ----------------------------------------- |
| 2011   | 27e                    | Jack Bauer (163e)                         |

UCI Asia Tour
| Saison | Classement par équipes | Meilleur coureur au classement individuel |
| ------ | ---------------------- | ----------------------------------------- |
| 2011   | 36e                    | Ian Wilkinson (76e)                       |

UCI Europe Tour
| Saison | Classement par équipes | Meilleur coureur au classement individuel |
| ------ | ---------------------- | ----------------------------------------- |
| 2010   | 96e                    | Robert Partridge (654e)                   |
| 2011   | 26e                    | Alexandre Blain (94e)                     |
| 2012   | 6e                     | Jonathan Tiernan-Locke (3e)               |

UCI Oceania Tour
| Saison | Classement par équipes | Meilleur coureur au classement individuel |
| ------ | ---------------------- | ----------------------------------------- |
| 2010   | 4e                     | Jack Bauer (4e)                           |
| 2011   | 13e                    | Jack Anderson (40e)                       |

## Endura Racing en 2012

### Effectif
| Cycliste               | Date de naissance | Nationalité | Équipe 2011        |
| ---------------------- | ----------------- | ----------- | ------------------ |
| Jack Anderson          | 02.06.1987        | Australie   |                    |
| Ian Bibby              | 20.12.1986        | Royaume-Uni | Motorpoint         |
| Alexandre Blain        | 07.03.1981        | France      |                    |
| Iker Camaño            | 14.03.1979        | Espagne     |                    |
| Zakkari Dempster       | 27.09.1987        | Australie   | Rapha Condor-Sharp |
| Russell Downing        | 23.08.1978        | Royaume-Uni | SKy                |
| Rene Mandri            | 20.01.1984        | Estonie     |                    |
| Jonathan McEvoy        | 02.08.1989        | Royaume-Uni | Motorpoint         |
| Robert Partridge       | 11.09.1985        | Royaume-Uni |                    |
| Erick Rowsell          | 29.07.1990        | Royaume-Uni | Néo-pro            |
| Scott Thwaites         | 12.02.1990        | Royaume-Uni |                    |
| Jonathan Tiernan-Locke | 26.12.1984        | Royaume-Uni | Rapha Condor-Sharp |
| Paul Voss              | 26.03.1986        | Allemagne   |                    |
| Alexander Wetterhall   | 12.04.1986        | Suède       |                    |
| Ian Wilkinson          | 14.04.1979        | Royaume-Uni |                    |
| Dean Windsor           | 09.09.1986        | Australie   | Rapha Condor-Sharp |

### Victoires
| Date       | Course                                      | Pays        | Classe | Vainqueur              |
| ---------- | ------------------------------------------- | ----------- | ------ | ---------------------- |
| 09/02/2012 | 1re étape du Tour méditerranéen             | France      | 2.1    | Jonathan Tiernan-Locke |
| 12/02/2012 | 4e étape du Tour méditerranéen              | France      | 2.1    | Jonathan Tiernan-Locke |
| 12/02/2012 | Classement général du Tour méditerranéen    | France      | 2.1    | Jonathan Tiernan-Locke |
| 19/02/2012 | 2e étape du Tour du Haut-Var                | France      | 2.1    | Jonathan Tiernan-Locke |
| 19/02/2012 | Classement général du Tour du Haut-Var      | France      | 2.1    | Jonathan Tiernan-Locke |
| 04/03/2012 | Grand Prix de Lillers-Souvenir Bruno Comini | France      | 1.2    | Russell Downing        |
| 21/03/2012 | 3e étape du Tour de Normandie               | France      | 2.2    | Ian Wilkinson          |
| 22/03/2012 | 5e étape du Tour de Normandie               | France      | 2.2    | Erick Rowsell          |
| 06/04/2012 | 1re étape du Circuit cycliste des Ardennes  | France      | 2.2    | Russell Downing        |
| 29/04/2012 | East Midlands International Cicle Classic   | Royaume-Uni | 1.2    | Alexandre Blain        |
| 20/05/2012 | 5e étape du Tour de Norvège                 | Norvège     | 2.1    | Russell Downing        |
| 26/05/2012 | SEB Tartu GP                                | Estonie     | 1.1    | Rene Mandri            |
| 29/06/2012 | 2e étape du Czech Cycling Tour              | Tchéquie    | 2.2    | Zakkari Dempster       |
| 12/07/2012 | Prologue du Trophée Joaquim Agostinho       | Portugal    | 2.2    | Iker Camaño            |
| 26/07/2012 | 2e étape du Tour Alsace                     | France      | 2.2    | Jonathan Tiernan-Locke |
| 28/07/2012 | 4e étape du Tour Alsace                     | France      | 2.2    | Jonathan Tiernan-Locke |
| 29/07/2012 | Classement général du Tour Alsace           | France      | 2.2    | Jonathan Tiernan-Locke |
| 10/08/2012 | 2e étape de Mi-août en Bretagne             | France      | 2.2    | Ian Bibby              |

### Victoire de Jonathan Tiernan-Locke retirée[3],[4]
| Date       | Course                                        | Pays        | Classe | Vainqueur              |
| ---------- | --------------------------------------------- | ----------- | ------ | ---------------------- |
| 16/09/2012 | Classement général du Tour de Grande-Bretagne | Royaume-Uni | 2.1    | Jonathan Tiernan-Locke |